# 丸山作楽
丸山 作楽（まるやま さくら、1840年10月27日（天保11年10月3日） - 1899年（明治32年）8月19日）は、明治時代の外交官・実業家・政治家。別名：正虎、正路、佐久良。号：神習処・素行・磐之屋。室の名は、宇米吉（奧津城）。

## 経歴
江戸・芝三田において、島原藩士・丸山正直の長男として生まれる。幕末期には平田派国学を学んで勤王派となり国事に奔走した。
外務大丞の職にあった1869年（明治2年）8月、函泊事件を知らせにきた岡本監輔と共に樺太楠渓に出向いて対露交渉にあたった。翌1870年（明治3年）3月に帰国し、政府にロシア南下への積極対抗策を進言するが容れられなかった。また佐田白茅が唱えた征韓論に同調し、その実行を促したが、これも用いられなかった。同年11月、樺太問題の失敗により外務権大丞に転任となる。
丸山は篠山藩士・畑経世らとともに、外務省によって却下された征韓論を、反乱によって実行に移そうと試みる。しかし1871年（明治4年）に事は発覚してまず畑が逮捕され、5月10日に丸山も外務省出勤中に拘引された。5月29日、外務権大丞を免じられた。なおこの事件は「同権大丞（丸山）は固陋奇弁を有する人物を以て目せられ、今回の陰謀も朝鮮出兵を理由に、諸般及び浪士不平の徒を糾合した感があり、政治上重大化するに至らなかった」という。終身禁錮の刑に処されたが、1880年（明治13年）1月、恩赦により出獄した。
出獄後、自由民権運動に対抗して忠愛社を結成し、新聞『明治日報』を発行する。1882年（明治15年）には東京日日新聞の福地源一郎とともに立憲帝政党を結成し、保守的政治家として活動した。
1890年（明治23年）6月12日に元老院議官、9月29日には貴族院勅選議員に就任した。1899年（明治32年）8月19日、心臓弁膜炎のため、在任のまま死去した。
万葉調の歌人としても知られている。

## 栄典
位階
- 1890年（明治23年）6月19日 – 従四位[7]

勲章等
- 1889年（明治22年）11月29日 - 大日本帝国憲法発布記念章[8]